# Jeunesse sportive du Ténéré
La Jeunesse sportive du Ténéré est un club nigérien de football basé à Niamey, créé en 1993. 

## Palmarès
- Coupe de l'UFOA
  - Finaliste : 1997 et 1998

- Championnat du Niger (2)
  - Champion : 2000 et 2001

- Coupe du Niger (4)
  - Vainqueur : 1997, 1998, 1999 et 2000
  - Finaliste : 1996